# 독천초등학교 학산서분교
독천초등학교 학산서분교는 대한민국 전라남도 영암군 학산면 영산로 652 (은곡리)에 있었던 초등학교 분교이다.

## 학교 연혁
- 1934년 5월 1일 학산공립보통학교 부설 매월간이학교 개교(설립인가 4월 23일)
- 1944년 3월 31일 학산서공립국민학교 승격
- 1996년 3월 1일 독천초등학교 학산서분교장 편입
- 1999년 9월 1일 폐교, 독천초등학교로 통합